# Dissuasão (penologia)
A dissuasão em relação à ofensa criminal é a ideia ou teoria de que a ameaça de punição dissuadirá as pessoas de cometer crimes e reduzir a probabilidade e/ou nível de ofensas na sociedade. É um dos cinco objetivos que se espera que a punição alcance; os outros quatro objetivos são denúncia, incapacitação (para a proteção da sociedade), retribuição e reabilitação.
A teoria da dissuasão penal tem duas aplicações possíveis: a primeira é que as punições impostas a infratores individuais deterão ou impedirão que esse infrator em particular cometa novos crimes; o segundo é que, o conhecimento público de que certas ofensas serão punidas tem um efeito dissuasivo generalizado que impede que outros cometam crimes.
Dois aspectos diferentes da punição podem ter um impacto sobre a dissuasão. O primeiro diz respeito à certeza da punição; aumentando a probabilidade de apreensão e punição, isso pode ter um efeito dissuasivo. A segunda relaciona-se com a severidade da punição; Quão severa a punição é para um determinado crime pode influenciar o comportamento se o infrator em potencial concluir que a punição é tão severa que não vale o risco de ser pego.
Um princípio subjacente de dissuasão é que é utilitarista ou voltado para o futuro. Assim como na reabilitação, ela é projetada para mudar o comportamento no futuro, em vez de simplesmente fornecer retribuição ou punição por comportamento atual ou passado.

## Suposições subjacentes
Uma suposição fundamental subjacente à teoria da dissuasão é que os infratores ponderam os prós e contras de um determinado curso de ação e fazem escolhas racionais. Isso é conhecido como teoria da escolha racional. Assume...
- que as pessoas são capazes de escolher livremente suas ações e comportamento (em oposição à sua ofensa sendo conduzida por fatores socioeconômicos, como desemprego, pobreza, educação limitada e / ou vício);
- que o infrator é capaz de avaliar a probabilidade de ser pego;
- que o infrator saiba a provável punição que receberá se for pego;
- e o infrator é capaz de calcular se a dor ou a gravidade da punição provável supera o ganho ou o benefício de se livrar do crime.[3]

Outras suposições dizem respeito ao conceito de dissuasão marginal. Isto é baseado na crença de que é prudente punir um crime mais grave mais severamente do que um crime menor e uma série de crimes mais severos do que um único crime. A suposição aqui é que penalidades mais severas impedirão os criminosos de cometerem atos mais sérios — portanto, há um ganho marginal.

## Falhas evidenciais

### Falta de racionalidade

#### Impacto do álcool e drogas
A noção de que os seres humanos são atores racionais que consideram as consequências de seu comportamento antes de decidir cometer um crime é seriamente problemática. Embora esse nível de racionalidade possa se aplicar a alguns criminosos de colarinho branco bem-educados, a maioria dos que acabam na prisão não atende a esse perfil. Nos Estados Unidos, um estudo descobriu que pelo menos metade de todos os prisioneiros estaduais estão sob a influência de álcool ou drogas no momento de sua ofensa. No entanto, o Conselho Nacional sobre Alcoolismo e Dependência de Drogas (NCADD) descobriu que 80% de todas as ofensas ocorrem sob a influência de álcool e drogas e que metade das pessoas na prisão são clinicamente dependentes. Como tal, a maioria dos crimes é cometida por infratores que estão muito debilitados para considerar os prós e contras de seu comportamento de maneira racional.

#### Impacto dos distúrbios mentais
Pesquisas mostram que uma proporção significativa das pessoas na prisão tem transtornos de personalidade ou outros transtornos mentais que afetam sua capacidade de tomar decisões racionais. Um estudo de 2016 na revista Lancet Psychiatry descobriu que "os prisioneiros têm altas taxas de transtornos psiquiátricos... Apesar do alto nível de necessidade, esses transtornos são frequentemente subdiagnosticados e maltratados". Em 2002, uma revisão sistemática de 62 estudos diferentes de 12 países diferentes publicados no The Lancet descobriu que 65% dos homens na prisão e 42% das mulheres têm um distúrbio de personalidade. A saúde mental e os transtornos de personalidade terão claramente um impacto na capacidade de um indivíduo de tomar decisões racionais sobre seu comportamento ofensivo.

#### Impacto da lesão cerebral
Muitos detentos sofreram ferimentos na cabeça que podem levar à perda do controle dos impulsos e comprometimento cognitivo. Um estudo em 2010 constatou que mais de 60% dos reclusos tinham sofrido um traumatismo craniano significativo. Adultos com traumatismo cranioencefálico foram enviados para a prisão quando muito jovens e relataram taxas mais altas de reincidência. Ter um traumatismo craniano também reduz a capacidade de um indivíduo para tomada de decisão racional. O mesmo acontece com o transtorno FASD ou síndrome alcoólica fetal, que é uma deficiência neurológica do cérebro. A pesquisa descobriu que ela causa "dificuldades de aprendizagem, impulsividade, hiperatividade, inépcia social, falta de discernimento e pode aumentar a suscetibilidade à vitimização e ao envolvimento no sistema de justiça criminal". De fato, os jovens com TEAF têm 19 vezes mais chances de serem encarcerados do que os jovens sem TEAF em um determinado ano por causa da má tomada de decisão.

### Conhecimento de provável punição
Para que uma sanção específica atue como um impedimento, os infratores em potencial devem estar cientes de qual punição eles receberão antes de cometer uma ofensa. No entanto, as evidências sugerem que a maioria das pessoas não sabe que sentença será imposta por um crime em particular e, nos Estados Unidos, geralmente subestima a gravidade da sentença. É provável que os infratores estejam bem cientes de que crimes como assalto, roubo, tráfico de drogas, estupro e assassinato serão punidos, mas não terão um conhecimento minucioso de qual será a penalidade específica. Um estudo realizado por Anderson (2002) descobriu que apenas 22% dos infratores condenados por cultivar cannabis "sabiam exatamente quais seriam as penalidades". Isso não é surpreendente, dado que a sentença é um processo complexo; a sanção imposta depende de vários fatores diferentes, incluindo a idade do infrator, histórico criminal anterior, se eles se declaram culpados, seu nível percebido de remorso e quaisquer outros fatores atenuantes. Se um infrator em potencial não sabe qual a punição que receberá, isso enfraquece sua capacidade de fazer uma escolha racional sobre se a dor potencial associada ao cometimento de um crime em particular supera o ganho potencial.
Outra preocupação é que, mesmo que os infratores tenham um conhecimento preciso sobre possíveis penalidades, eles não necessariamente levam essas informações em consideração antes de cometer um crime. O estudo de Anderson citado acima descobriu que 35% dos infratores não pensaram sobre a provável punição antes de cometer a ofensa. Durrant (2014) aponta que muitos crimes são de natureza impulsiva, realizados "no calor do momento, com pouca previsão ou planejamento".

### Falta de certeza da punição
Em geral, existem diferenças significativas entre os níveis de criminalidade nas estatísticas oficiais e o número de pessoas que relatam terem sido vitimadas em pesquisas sobre crimes. A maioria dos crimes, incluindo os graves, não resulta em prisão ou condenação. no Reino Unido, apenas cerca de 2% das ofensas conduzem a uma condenação, e apenas uma em cada sete dessas condenações resulta em uma sentença de prisão. O Home Office (1993) concluiu que "a probabilidade de ser enviado para a prisão por um crime é de cerca de um em trezentos". Nos Estados Unidos, calculou-se que apenas um em cada cem assaltos leva a uma sentença de custódia. Em relação ao uso de drogas, as chances de ser pego são ainda mais remotas — menos de uma em três mil. Se é improvável que um infrator seja realmente pego, muito menos punido, isso significa que há muito pouca certeza de punição — e qualquer efeito dissuasor é substancialmente reduzido.

#### Percepções de risco
Durrant (2014) argumenta que é a percepção de risco que tem o potencial de deter a ofensa em vez da própria punição. Ele cita um estudo sobre infratores no qual 76% não pensaram em serem pegos ou pensaram que as chances de serem pegos eram escassas. Os infratores que conseguiram escapar com certos crimes são especialmente propensos a descontar a probabilidade de serem pegos. Isto é particularmente verdadeiro para dirigir embriagado. Durrant conclui: "para qualquer delito, as chances de realmente ser punido pelo sistema de justiça criminal são muito pequenas e os criminosos ativos estão bem cientes dessas probabilidades favoráveis, prejudicando assim os potenciais efeitos dissuasivos da punição".

#### Certeza versus severidade
É comumente assumido que o aumento da severidade da punição aumenta a dor em potencial, ou o custo de cometer um crime, e deve, portanto, tornar menos provável a ofensa. Um dos métodos mais simples para aumentar a gravidade é impor um período de prisão mais longo para um determinado crime. No entanto, existem limites para quão severa uma punição pode ser imposta por causa do princípio da proporcionalidade — que a severidade da punição deve ser mais ou menos proporcional à gravidade da ofensa. Em uma revisão da literatura, Durrant descobriu que "a maioria das revisões sistemáticas dos efeitos da gravidade da condenação no crime conclui, com poucas exceções, que há pouca ou nenhuma evidência de que aumentar a punição das sanções criminais exerça um efeito sobre a ofensa". Isto é em parte porque muitos criminosos se acostumam a estar na prisão com o resultado de que sentenças mais longas não são necessariamente percebidas como sendo mais severas do que sentenças mais curtas.
Criminologistas descobriram que aumentar a certeza de que a punição será imposta produz um efeito dissuasor mais forte do que aumentar a severidade da punição. Isso ocorre porque os infratores que percebem que as sanções por crimes específicos são quase inevitáveis são menos propensos a se envolver em atividades criminosas. No entanto, devido às baixas taxas de apreensão na maioria dos sistemas de justiça criminal, na prática é muito mais fácil tornar as penalidades mais severas do que torná-las mais seguras.

## Eficácia
Medir e estimar os efeitos da sanção penal no comportamento criminoso subseqüente é difícil. Apesar de numerosos estudos usando uma variedade de fontes de dados, sanções, tipos de criminalidade, métodos estatísticos e abordagens teóricas, ainda há pouca concordância na literatura científica sobre se, como, em que circunstâncias, até que ponto, para quais crimes, a que custo, para quais indivíduos, e talvez mais importante, em qual direção os vários aspectos das sanções criminais contemporâneas afetam o comportamento criminal subsequente? Existem extensas revisões desta literatura com avaliações um pouco conflitantes.

### Como um impedimento geral
Daniel Nagin (1998), uma das principais autoridades sobre a eficácia da dissuasão, acredita que as ações coletivas do sistema de justiça criminal exercem uma dissuasão muito substancial sobre a comunidade como um todo. Ele diz que é também sua "visão de que esta conclusão é de valor limitado na formulação de políticas". Ele argumenta que a questão não é se o sistema de justiça criminal em si previne ou detém o crime, mas se uma nova política, acrescentada à estrutura existente, terá qualquer efeito adicional de dissuasão.

### Como um impedimento individual
Pesquisas mais recentes de Nagin (2009) descobriram que o aumento da severidade da punição teve pouco efeito dissuasivo sobre infratores individuais.
Uma meta-análise do efeito dissuasivo da punição sobre infratores individuais também sugere que pouco benefício é obtido com sentenças mais duras. Em 2001, o criminologista canadense Paul Gendreau reuniu os resultados de 50 estudos diferentes sobre o efeito dissuasivo da prisão envolvendo mais de 350 mil infratores. Isso incluiu estudos que compararam o impacto da prisão sobre as sentenças da comunidade e o impacto de sentenças de prisão mais longas contra penas mais curtas nas taxas de reincidência. Os resultados não revelaram nenhum apoio para os efeitos dissuasivos da punição. Gendreau escreveu: "Nenhuma das análises encontradas aprisionadas reduziu a reincidência. A taxa de reincidência para infratores que foram aprisionados em oposição a uma sanção comunitária foi similar. Além disso, sentenças mais longas não foram associadas à redução da reincidência. De fato, o oposto foi encontrado. Frases mais longas foram associadas a um aumento de 3% na reincidência, o que sugere algum apoio à teoria de que a prisão pode servir como uma “escola para o crime” para alguns infratores”.
Durrant afirma que “revisões de 'punição reforçada', como campos de treinamento, supervisão intensiva, programas 'assustados' e monitoração eletrônica, parecem confirmar que o aumento da severidade da punição é tipicamente consistente com a tese de que aumentar a severidade da punição não atuam como um dissuasor significativo para os infratores".
Em um tipo diferente de estudo, Kuziemko descobriu que quando a liberdade condicional foi abolida (como resultado do que os prisioneiros cumpriram sua sentença completa), isso aumentou a taxa de criminalidade e a população carcerária em 10%. Isso ocorre porque os prisioneiros que sabem que podem sair cedo se eles se comportam são psicologicamente investidos em reabilitação. Quando a liberdade condicional foi eliminada para certos infratores (o que significa que não havia esperança de libertação antecipada), esses prisioneiros acumularam mais infrações disciplinares, concluíram menos programas de reabilitação e reincidiram em taxas mais altas do que os presos que foram libertados cedo.

### Da pena de morte
A pena de morte ainda é mantida em alguns países e em alguns estados nos EUA, devido à percepção de que é um poderoso impedimento para as ofensas mais graves. Em 1975, Ehrlich afirmou que a pena de morte era eficaz como dissuasor geral e que cada execução levava a sete ou oito menos homicídios na sociedade. Pesquisas mais recentes não conseguiram encontrar tais efeitos. Durrant (2014) acredita que diferentes resultados alcançados por diferentes pesquisadores dependem em grande parte de qual modelo de pesquisa é utilizado.
Uma grande dificuldade em avaliar a eficácia da pena de morte como fator de dissuasão nos Estados Unidos é que pouquíssimas pessoas são realmente executadas. Fagan (2006) aponta que "o uso raro e um tanto arbitrário da execução nos estados (que ainda tem a pena de morte) significa que não tem função dissuasora, porque nenhum aspirante a assassino pode razoavelmente esperar ser executado".